# Mary Isaura
|  | No s'ha de confondre amb Amàlia de Isaura. |

María Isaura Villaoz Pereira, coneguda artísticament com a Mary Isaura (A Estrada, Pontevedra, 28 d'octubre de 1897 - Barcelona, 8 de maig de 1982), fou una soprano espanyola.

## Biografia
Va néixer al carrer Sant Pelai de la població gallega d'Estrada, filla del militar comandant d'Infanteria Vicente Villaoz Bolaños (ca.1857-1898), nascut a Regla, prop de l'Havana, en una Cuba encara espanyola, i de María del Pilar Pereira Soto (1870-1928), nascuda a Estrada. Vicente Villaoz i Pilar Pereira s'havien casat a aquella població el 14 d'abril de 1883. Uns dies abans del naixement de María Isaura, el seu pare havia estat destinat a Cuba, d'on retornaria per a morir a Santiago de Compostel·la, malalt de malària, el 5 de febrer de 1898.
Van quedar doncs sols la mare i els tres fills, Eduardo (1889-1907), María Luisa (?-1969) i María Isaura, a Santiago de Compostel·la. María Isaura va estudiar al Col·legi de Maria Cristina per a orfes d'Infanteria i va començar els estudis musicals amb el compositor i professor Antonio García Jiménez (ca.1868-1955). Al llarg dels anys 1915 a 1917 va ser becada per la Diputació de Pontevedra per a estudiar a Madrid, gràcies a les gestions del seu padrí de bateig, l'important advocat i polític gallec Augusto González-Besada. La seva mare i ella van marxar a viure a la capital a mitjans de 1914 -el germà Eduardo havia mort en 1907 i la germana María Luisa havia estudiat a un seminari del que havia sortit en 1906-, on Isaura va estudiar amb la soprano Maria Galvany i amb Luis Iribarne O'Connor. L'any 1915 va prendre el nom artístic de Mary Isaura, després d'assistir a un concert que oferia la soprano Amàlia de Isaura. Va debutar a Madrid, al Teatre de la Zarzuela, l'any 1916. Va estudiar també al Conservatori del Liceu de Barcelona, amb el professor Joaquim Vidal Nunell. Segons algunes fonts, va debutar al Teatre Tívoli de Barcelona cantant l'òpera d'ambient gallec Maruxa, d'Amadeu Vives. La primera referència que es pot considerar com a debut a Catalunya es troba en agost de 1918, quan va cantar El barber de Sevilla de Rossini al Teatre de la Lliga Comercial de Capellades, durant les festes majors de la població. A finals del mateix any es va presentar amb el mateix paper al Coliseu Pompeia de Barcelona, en una funció d'alumnes del professor Vidal Nunell. L'any següent, 1919, va cantar a Barcelona, al Teatre Tívoli, contractada per l'empresari Carles Mestres i Calvet (1869-1943), les òperes El barber de Sevilla, cantant al costat del tenor Julián Biel -es va anunciar com la seva presentació a Barcelona-, Rigoletto de Verdi i Lucia di Lammermoor de Donizetti, totes elles en el mes de novembre de 1919. Arran de cantar el paper de Rossina d'El barber de Sevilla el 16 de novembre de 1919, la crònica de La Veu de Catalunya indicava que "és quasi una nena per la seva edat". Després de l'èxit assolit amb aquest paper, la següent obra que va cantar va ser Rigoletto, el dia 18 de novembre de 1919, acabant aquelles representacions amb Lucia di Lammermoor el 23 de novembre de 1919. Després de les seves actuaciones de novembre de 1919, la premsa va anunciar que havia de marxar "a l'estranger a complir compromisos contrets anteriorment".
L'any següent va tornar a Madrid, on va presentar-se al Teatre Reina Victòria i debutar al Teatro Real en l'òpera El barber de Sevilla, anunciant-se poc després que viatjaria a Itàlia. El 23 de setembre de 1921 reapareixia a Barcelona, al Tívoli, interpretant l'opereta La casta Susana, una versió castellana de l'opereta Die keusche Susanne amb música del francès Jean Gilbert, i el 3 d'octubre una altra opereta adaptada, Una noche de baile, original del compositor Oscar Straus, continuant la temporada del Tívoli amb altres obres, com ara El pájaro azul, sarsuela amb música de Rafael Millán Picazo, estrenada aquell mateix any al Tívoli, el 5 de març, per la companyia d'Emili Sagi Barba i Lluïsa Vela. amb quins Isaura compartiria escenari en octubre de 1921, i La dogaresa, del mateix compositor, entre altres obres. Entre el repertori cantat per Isaura es trobava una obra d'Amadeu Vives, Bergamino el Lampo, que la cantant va estrenar (estrena absoluta) al Tívoli el 21 de gener de 1922. El compositor va assistir a l'estrena, acompanyat dels autors del llibret, Eduardo Marquina i Gregorio Martínez Sierra. La temporada del Tívoli va tocar fi el maig de 1922, amb un benefici per a la cantant. De Barcelona va marxar la cantant cap a Madrid, per a participar en l'estrena al Teatre Circo Price, el 22 de setembre de 1922, de la revista musical (“revista cómico-lírico-bailable en un acto y siete cuadros”) ¡Es mucho Madrid!, amb música de Juan Antonio Martínez, en un elenc que contava amb nombrosos artistes.
El juliol de 1923 es va anunciar que Amadeu vives contractava Mary Isaura per a la seva companyia. El 31 d'agost de 1923, aquesta companyia va representar a Madrid l'òpera El barbero de Sevilla de Rossini, amb el text cantant en castellà i amb un gran èxit per part de Mary Isaura. Vives es trobava ja en la recta final per l'estrena de la sarsuela Doña Francisquita, que va ser interpretada per primer cop al Teatre Apolo de Madrid el 23 d'octubre d'aquell any, amb Mary Isaura en el paper protagonista, el que dona nom a l'obra. Mesos més tard, en desembre de 1923, arribà la companyia a Barcelona per l'estrena de l'obra en la capital catalana. Després de moltes setmanes en cartell a Barcelona, la companyia va marxar en diferents gires per Amèrica del Sud, interpretant obres a l'Argentina, Uruguai, Xile, Perú i més tard a Centreamèrica, a Cuba i Mèxic, en la primavera de 1925. En aquells moments, Mary Isaura havia cantat ja més de quatre-cents cops el paper de Doña Francisquita, entre les actuacions en aquestes gires i les que es feien a Espanya. El 10 de juny de 1925 cantava per 500a vegada aquest paper, sent per tal motiu homenatjada al Teatre Olympia de Barcelona, on es venia representant des de feia setmanes. Els seus companys de repartiment eren aleshores Cora Raga, qui havia cantant el paper d'Aurora la Beltrana des de l'estrena, Emili Vendrell i Pau Gorgé Samper. La sarsuela continuaria les seves gires, però Mary Isaura ja no participaria en elles. El juny de 1925 cantava Marina d'Emilio Arrieta al Tívoli, al costat d'Hipòlit Lázaro ("el primer tenor del món", anunciava el Tívoli), Frederic Caballé i Gabriel Olaizola. L'octubre de 1925 cantava al Tívoli En Sevilla está el amor, una adaptació a sarsuela de l'òpera El barber de Sevilla de Rossini, a més de la sarsuela María Sol amb música de Jacinto Guerrero, estrenada un mes abans al Teatre de la Zarzuela de Madrid, i l'estrena absoluta de la sarsuela La mosquetera amb música de Rafael Martínez Valls (la seva primera obra estrenada), també al Tívoli, amb Tana (Gaietana) Lluró i el tenor mexicà Ricardo C. Lara. El 25 de novembre de 1925 va estrenar al Tívoli de Barcelona la sarsuela en dos actes Margaritiña, de Joaquim Zamacois, al costat de Tana Lluró i Emili Sagi Barba. La temporada d'estrenes al Tívoli va continuar el 23 de desembre de 1925 amb una altra sarsuela de Rafael Millán: La severa. Al costat de Isaura van ser-hi els grans cantants d'aquella temporada del Tívoli: Emili Sagi Barba, Emili Vendrell i Tana Lluró, sota la direcció del compositor.
A començaments de 1926 Mary Isaura va decidir donar un cop de timó a la seva carrera i apuntar-se al món de les varietées. Va fer la seva presentació en aquest gènere al Teatre Eldorado de Barcelona, on va començar a actuar el 17 de març de 1926, després d'una estada a París, on va adquirir roba per a les seves actuacions com a cantant de varietats. Va treballar també al Teatre Mercantil d'Igualada i posteriorment al Teatre del Bosc de Barcelona, ambdós teatres al llarg del mes d'abril. Al junt, en la festivitat de Sant Joan, cantava al Teatre Tarragona. L'anunci d'aquest concert del rotatiu Tarragona indicava que Isaura tornava d'una gira pel nord d'Espanya i per París. Abans de finalitzar l'any Isaura es retirava dels escenaris, començant una etapa d'enregistraments de discos. El novembre de 1926 es va fer públic que havia rebut una important herència d'un familiar de cognoms Soto Torres, mitjançant un testament que l'obligava, si volia cobrar la herència, a retirar-se dels escenaris al llarg d'un any. El cert és que Isaura no va tornar a pujar a un escenari líric. El maig de 1928 va morir al carrer Salmerón de Barcelona la seva mare, Pilar Pereira.
L'última referència en hemeroteques a una actuació seva és del 18 de gener de 1936, en un espectacle en benefici del ballarí rus naturalitzat espanyol Sacha Goudine.

## Vida privada
En 1904 figura censada a Barcelona, al pis principal del carrer Sèneca del barri de Gràcia, un pis que mantindria fins a la seva mort. Al seu retorn a Catalunya en 1925 després de la gira amb Doña Francisquita es va fer construir una casa a Sant Vicenç dels Horts, d'estil modernista i obra de l'arquitecte Josep Domènech i Mansana, que seria venuda després de la seva mort per la seva hereva, la seva filla Anna Maria Cantí i Villaoz.
Es va casar el 2 de març de 1953 amb un empresari, Domènec Cantí i Canals (ca.1882-1963), que era el president del consell d'administració de les empreses Domingo Cantí SA i Perchas y Aprestos SA. Cantí va morir el 30 de maig de 1963, al domicili familiar del número 31 del carrer Sèneca de Barcelona. Ell havia enviudat del seu primer matrimoni, havia estat casat amb Àngela Canals i Sibils, nascuda a Sant Feliu de Guíxols, qui havia mort el 3 de febrer de 1953, un mes abans de l'enllaç matrimonial entre Domènec i Maria Isaura. Aquest casament es va produir en la més absoluta intimitat, donades les circumstàncies. El nou matrimoni tenia ja una filla en aquell moment, Anna Maria Cantí i Villaoz.

## Discografia (selecció)
- El niño judío (1918) (fragment)
- Doña Francisquita (1927) (fragment)
- Doña Francisquita (1930) (fragment)
- La alegría de la huerta (1930)
- La viejecita (1930)
- El Rey que rabió (1931)
- Molinos de viento (1931)
- La Reina mora (1932)
- Don Gil de Alcalá (1933) (fragment)
- Los gavilanes (1934)
- La viejecita (1935)